# Martin XA-15
Martin XA-15 - proponowany, ale niezbudowany amerykański samolot szturmowy z lat 30. XX wieku. Samolot stanowił rozwinięcie bombowca Martin YB-10. Jeszcze przed rozpoczęciem prac projektowych nad tym samolotem, w zakładach Curtissa zbudowano samolot Curtiss A-14 o znacznie lepszych osiągach i prace nad XA-15 zostały wstrzymane.

## Historia
Na początku 1934 w dowództwie United States Army Air Corps rozpoczęto opracowywanie nowego stadium wymagań dla samolotów szturmowych. Analiza osiągów ówczesnych jednosilnikowych samolotów szturmowych wykazała, że aby znacząco poprawić osiągi samolotów szturmowych (prędkość, zasięg, uzbrojenie ofensywne) potrzebne będą nowe, dwusilnikowe konstrukcje. W 1934 opublikowano pierwsze wymagania jakie musiałaby spełnić taka maszyna, ale z powodu trudności budżetowych związanych z trwająca wówczas wielkiej depresją nie zdecydowano zamówić zupełnie nowej konstrukcji, ale zmodyfikować do tego celu konstrukcję już istniejącą.
Nowy samolot miał bazować na bombowcu Martin YB-10, miał różnić się od niego mniejszym ładunkiem bombowym, wyposażeniem wewnętrznym i uzbrojeniem. Planowany XB-15 miał być lżejszy od jego poprzednika o około tysiąc kilogramów. Planowana prędkość maksymalna maszyny miała wynosić około 215 mil na godzinę (346 km/h).
W tym samym czasie w zakładach Curtissa rozpoczęto prace nad dwusilnikowym Curtissem A-14, który odbył pierwszy lot w lipcu 1935.
Samolot Curtissa był o przynajmniej 40 mil na godzinę (65 km/h) szybszy od projektowanego jeszcze wówczas XA-15 i dalsze prace nad tym samolotem zostały wstrzymane.